# Qassiarsuk
Qassiarsuk ([ˌqasːiˈɑsːuk] según la antigua ortografía K'agssiarssuk) es una localidad en la municipalidad de Kujalleq, al sur de Groenlandia. Fue lugar de asentamiento de la finca Brattahlíð de Erik el Rojo. Se ubica a 5 km de Narsarsuaq.

## Galería

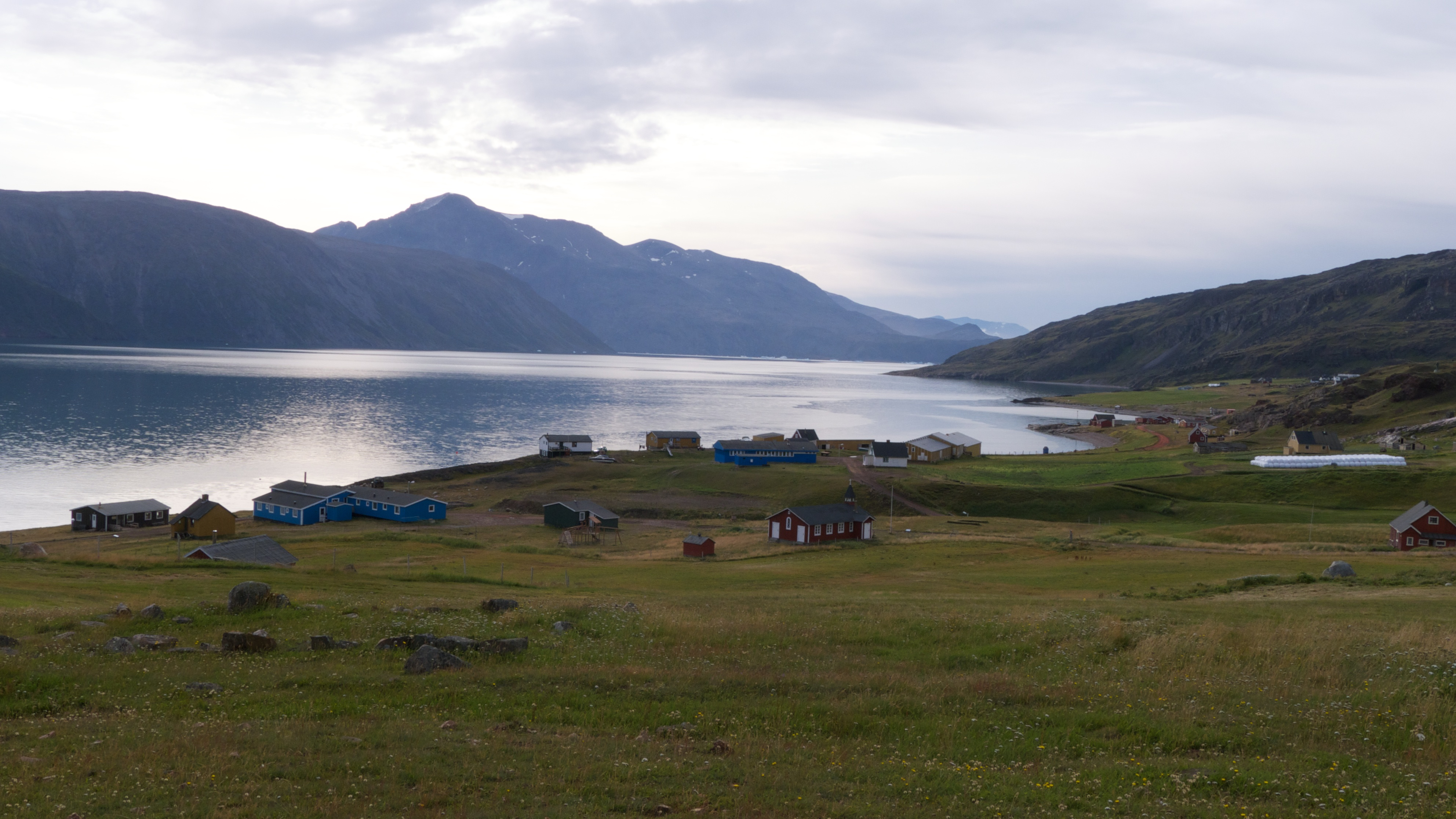
Qassiarsuk
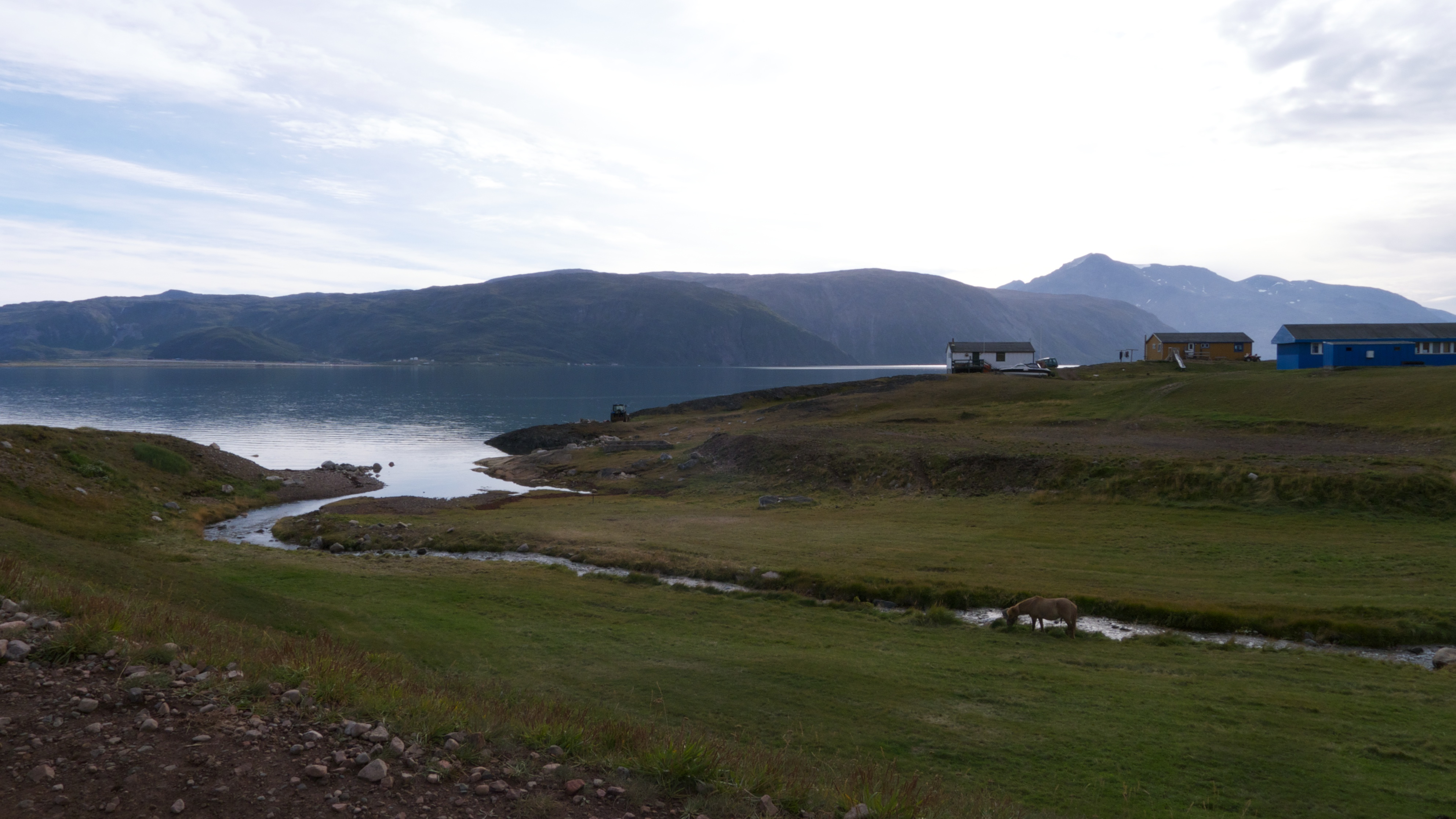
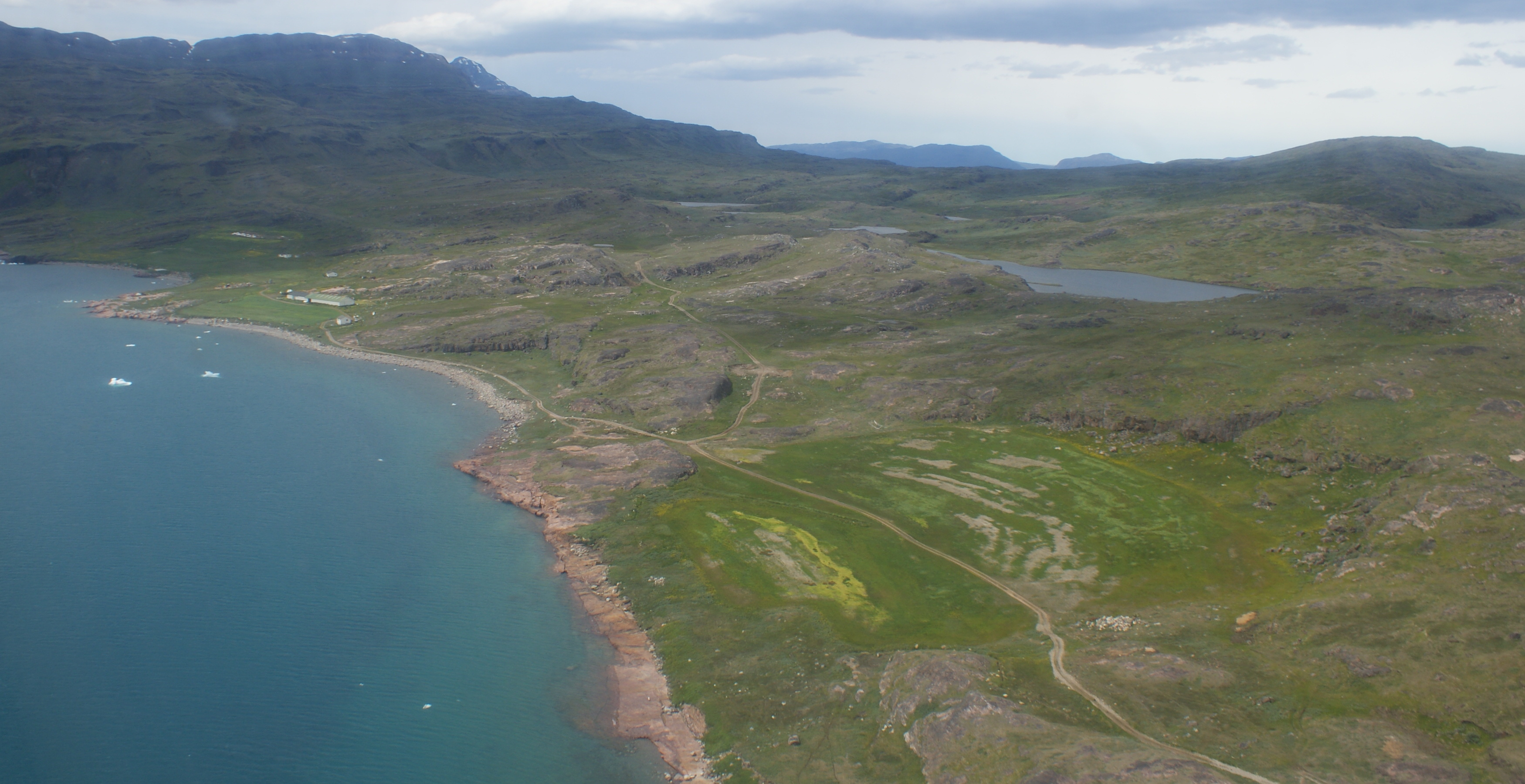
Granjas de Qassiarsuk a orillas del Tunulliarfik Fjord
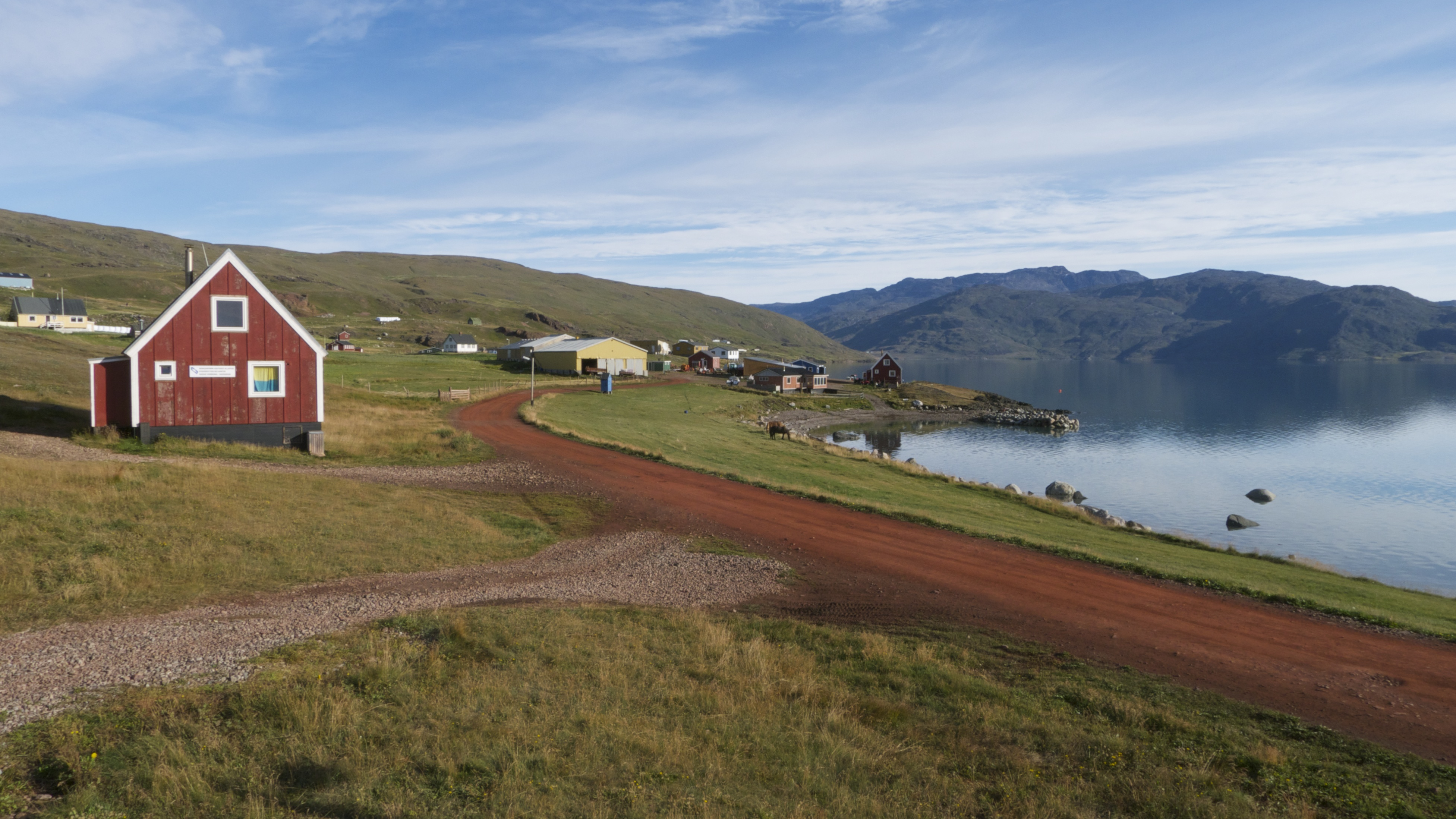